# Idiophthalma robusta
Idiophthalma robusta är en spindelart som beskrevs av Simon 1889. Idiophthalma robusta ingår i släktet Idiophthalma och familjen Barychelidae.
Artens utbredningsområde är Ecuador. Inga underarter finns listade i Catalogue of Life.